# Stephen Patrick Hunt
Stephen Patrick Hunt (* 1. srpna 1981, Port Laoise, Irsko) je bývalý irský fotbalový záložník a reprezentant, od léta 2015 bez angažmá (platí k 31. 12. 2015). Jeho mladší bratr Noel Hunt je také fotbalista, hráli spolu v anglických klubech Reading FC a Ipswich Town FC a také v irské reprezentaci.
14. 10. 2006 dobíhal Stephen Hunt míč v utkání Premier League proti Chelsea FC a střetl se kolenem s českým brankářem Chelsea Petrem Čechem, čímž mu způsobil frakturu lebky. Od té doby musí Petr Čech nosit ochrannou helmu.

## Klubová kariéra
- Crystal Palace FC (mládež)
- Crystal Palace FC 1999–2001
- Brentford FC 2001–2005
- Reading FC 2005–2009
- Hull City AFC 2009–2010
- Wolverhampton Wanderers FC 2010–2013
- Ipswich Town FC 2013–2015

## Reprezentační kariéra
Nastoupil v jednom zápase (v jeho závěru) v irské mládežnické reprezentaci U21 (proti Estonsku).
Za reprezentační A-mužstvo Irska debutoval 7. 2. 2007 v kvalifikačním utkání v Serravalle proti reprezentaci San Marina (výhra 2:1). Zúčastnil se EURA 2012 v Polsku a na Ukrajině, zde však nezasáhl do žádného zápasu. Irsko skončilo bez jediného bodu poslední v základní skupině C.
Hunt odehrál v letech 2007–2012 za irský národní tým celkem 39 zápasů a vstřelil 1 branku.